# Oswego (Karolina Południowa)
Oswego – jednostka osadnicza w Stanach Zjednoczonych, w stanie Karolina Południowa, w hrabstwie Sumter.